# Knut Sodemann
Knut Sodemann (geb. 1960, in Hamburg) ist ein deutscher Kameramann, Produzent, Geschäftsführer und  Filmproduzent. Er erlangte Bekanntheit durch seine Arbeit an verschiedenen Musikfilmen.

## Leben
Knut Sodemann wurde in Hamburg geboren und wuchs in Großhansdorf und Itzstedt auf. Er absolvierte sein Abitur im Jahr 1980 am Schulzentrum-Süd (heute Lise-Meitner-Gymnasium) in Norderstedt. Seine Ausbildung zum Kamera Assistenten absolvierte er 1984, wobei er gemeinsam mit Frank Griebe, der sich im selben Jahrgang befand, einen Film drehte. Im Jahr 1986 machte er sich selbstständig und gründete 1987 die MULTIVISION HAMBURG Filmproduktion.
Knut Sodemann ist verheiratet und Vater von drei Töchtern.

## Filmografie (Auswahl)
- 1994–2001 Jam (Viva, Musiksendung)
- 2003 Herbert Grönemeyer – Mensch Live (Musikfilm)
- 2004 Klassisch – Live AufSchalke (Musikfilm)
- 2001–2010 MTV Campus Invasion (MTV, Musiksendung)
- 2006 Scooter – Excess All Areas
- 2011 Grönemeyer – Schiffsverkehr Tour 2011: Live in Leipzig (Musikfilm)
- 2013 MTV Unplugged – in Athens (MTV, Musiksendung)
- 2014 Interview mit Edward Snowden (ARD)
- 2018 MTV Unplugged – Samy Delux (MTV, Musiksendung)
- 2019 MTV Unplugged – Santiano (MTV, Musiksendung)
- 2019 MTV Unplugged – Max Raabe (MTV, Musiksendung)
- 2021 MagentaMusik Studio Session (5 Folgen, Musiksendung)

## Hörspiele (Auswahl)
- 2019: Die Quellen sprechen (14. Teil: Besetztes Südosteuropa und Italien) Die Verfolgung und Ermordung der europäischen Juden durch das nationalsozialistische Deutschland 1933–1945. Eine dokumentarische Höredition (Technische Realisierung) – Regie: Ulrich Lampen (Original-Hörspiel, Dokumentarhörspiel – BR)[2]